# Brigitte Zarfl

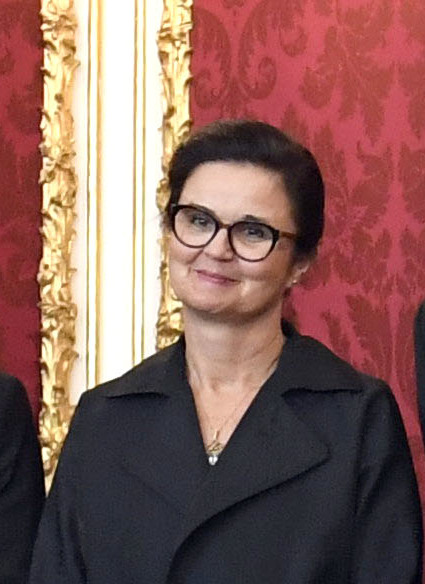
Brigitte Zarfl em 2019

Brigitte Zarfl (nascida em 11 de agosto de 1962) é uma funcionária pública austríaca. Ela serviu como Ministra do Trabalho, Assuntos Sociais, Saúde e Proteção ao Consumidor no governo de Bierlein.
Zarfl nasceu em Krems an der Donau em 1962 e estudou ciência nutricional e tecnologia de alimentos na Universidade de Viena, concluindo o doutoramento em 1996. Ela ingressou no ministério de assuntos sociais em 1997, sob a direção de Eleonora Hostasch . Ela tornou-se brevemente delegada na União Europeia em 2004 antes de regressar a uma função no ministério em 2006, onde ocupou vários cargos de liderança até à sua nomeação para o gabinete interino de Brigitte Bierlein.